# Sydamerikanska mästerskapet i fotboll 1957
Sydamerikanska mästerskapet i fotboll 1957 spelades i Peru och vanns av Argentina före Brasilien. 
Humberto Maschio, Argentina och Javier Ambrois, Uruguay delade på segern i skytteligan med nio gjorda mål var.

## Anläggningar
Alla matcher spelades i Lima, på Estadio Nacional del Perú.

## Domare
- Bertley Cross (England)
- Harry Davis (England)
- Ronald Lynch (England)
- Robert Turner (England)
- Pedro Di Leo (Italien)
- Erwin Hieger (Österrike)

## Matcher
| Nr | Lag       | S | V | O | F | GM | IM | MS  | P  |
| -- | --------- | - | - | - | - | -- | -- | --- | -- |
| 1  | Argentina | 6 | 5 | 0 | 1 | 25 | 6  | +19 | 10 |
| 2  | Brasilien | 6 | 4 | 0 | 2 | 23 | 9  | +14 | 8  |
| 3  | Uruguay   | 6 | 4 | 0 | 2 | 15 | 12 | +3  | 8  |
| 4  | Peru      | 6 | 4 | 0 | 2 | 12 | 9  | +3  | 8  |
| 5  | Colombia  | 6 | 2 | 0 | 4 | 10 | 25 | −15 | 4  |
| 6  | Chile     | 6 | 1 | 1 | 4 | 9  | 17 | −8  | 3  |
| 7  | Ecuador   | 6 | 0 | 1 | 5 | 7  | 23 | −16 | 1  |

| Hemma \ Borta | Argentina | Brasilien | Chile | Colombia | Ecuador | Peru  | Uruguay |
| Argentina     | —         | 3 – 0     | 6 – 2 | 8 – 2    | 3 – 0   |       | 4 – 0   |
| Brasilien     |           | —         | 4 – 2 | 9 – 0    | 7 – 1   | 1 – 0 |         |
| Chile         |           |           | —     | 3 – 2    | 2 – 2   |       |         |
| Colombia      |           |           |       | —        | 4 – 1   |       | 1 – 0   |
| Ecuador       |           |           |       |          | —       |       |         |
| Peru          | 2 – 1     |           | 1 – 0 | 4 – 1    | 2 – 1   | —     |         |
| Uruguay       |           | 3 – 2     | 2 – 0 |          | 5 – 2   | 5 – 3 | —       |

|  | 7 mars | Uruguay                                     | 5 – 2   | Ecuador                | Estadio Nacional, Lima                          |                                                 |
|  |        | Ambrois 26′, 29′ (str.), 57′, 74′ Sacía 87′ | (2 – 2) | Larraz 12′, 40′ (str.) | Publik: 50 000 Domare: Erwin Hieger (Österrike) | Publik: 50 000 Domare: Erwin Hieger (Österrike) |
|  |        |                                             |         |                        | Publik: 50 000 Domare: Erwin Hieger (Österrike) | Publik: 50 000 Domare: Erwin Hieger (Österrike) |
|  |        |                                             |         |                        | Publik: 50 000 Domare: Erwin Hieger (Österrike) | Publik: 50 000 Domare: Erwin Hieger (Österrike) |

|  | 10 mars | Peru                  | 2 – 1   | Ecuador    | Estadio Nacional, Lima                         |                                                |
|  |         | Terry 29′, 37′ (str.) | (2 – 1) | Cantos 44′ | Publik: 55 000 Domare: Robert Turner (England) | Publik: 55 000 Domare: Robert Turner (England) |
|  |         |                       |         |            | Publik: 55 000 Domare: Robert Turner (England) | Publik: 55 000 Domare: Robert Turner (England) |
|  |         |                       |         |            | Publik: 55 000 Domare: Robert Turner (England) | Publik: 55 000 Domare: Robert Turner (England) |

|  | 13 mars | Argentina                                                                        | 8 – 2   | Colombia                       | Estadio Nacional, Lima                        |                                               |
|  |         | Cruz 5′ Angelillo 10′, 73′ Maschio 16′ (str.), 23′, 53′ (str.), 85′ Corbatta 59′ | (4 – 2) | Gamboa 34′ (str.) Valencia 37′ | Publik: 42 000 Domare: Ronald Lynch (England) | Publik: 42 000 Domare: Ronald Lynch (England) |
|  |         |                                                                                  |         |                                | Publik: 42 000 Domare: Ronald Lynch (England) | Publik: 42 000 Domare: Ronald Lynch (England) |
|  |         |                                                                                  |         |                                | Publik: 42 000 Domare: Ronald Lynch (England) | Publik: 42 000 Domare: Ronald Lynch (England) |

|  | 13 mars | Brasilien                   | 4 – 2   | Chile                           | Estadio Nacional, Lima                         |                                                |
|  |         | Didì 20′, 26′, 44′ Pepe 46′ | (3 – 1) | Ramírez Banda 13′ Fernández 89′ | Publik: 42 000 Domare: Bertley Cross (England) | Publik: 42 000 Domare: Bertley Cross (England) |
|  |         |                             |         |                                 | Publik: 42 000 Domare: Bertley Cross (England) | Publik: 42 000 Domare: Bertley Cross (England) |
|  |         |                             |         |                                 | Publik: 42 000 Domare: Bertley Cross (England) | Publik: 42 000 Domare: Bertley Cross (England) |

|  | 16 mars | Peru         | 1 – 0   | Chile | Estadio Nacional, Lima                        |                                               |
|  |         | Mosquera 57′ | (0 – 0) |       | Publik: 60 000 Domare: Ronald Lynch (England) | Publik: 60 000 Domare: Ronald Lynch (England) |
|  |         |              |         |       | Publik: 60 000 Domare: Ronald Lynch (England) | Publik: 60 000 Domare: Ronald Lynch (England) |
|  |         |              |         |       | Publik: 60 000 Domare: Ronald Lynch (England) | Publik: 60 000 Domare: Ronald Lynch (England) |

|  | 17 mars | Colombia   | 1 – 0   | Uruguay | Estadio Nacional, Lima                        |                                               |
|  |         | Arango 28′ | (1 – 0) |         | Publik: 50 000 Domare: Pedro Di Leo (Italien) | Publik: 50 000 Domare: Pedro Di Leo (Italien) |
|  |         |            |         |         | Publik: 50 000 Domare: Pedro Di Leo (Italien) | Publik: 50 000 Domare: Pedro Di Leo (Italien) |
|  |         |            |         |         | Publik: 50 000 Domare: Pedro Di Leo (Italien) | Publik: 50 000 Domare: Pedro Di Leo (Italien) |

|  | 17 mars | Argentina                    | 3 – 0   | Ecuador | Estadio Nacional, Lima                         |                                                |
|  |         | Angelillo 5′, 39′ Sívori 14′ | (3 – 0) |         | Publik: 50 000 Domare: Bertley Cross (England) | Publik: 50 000 Domare: Bertley Cross (England) |
|  |         |                              |         |         | Publik: 50 000 Domare: Bertley Cross (England) | Publik: 50 000 Domare: Bertley Cross (England) |
|  |         |                              |         |         | Publik: 50 000 Domare: Bertley Cross (England) | Publik: 50 000 Domare: Bertley Cross (England) |

|  | 20 mars | Argentina                                    | 4 – 0   | Uruguay | Estadio Nacional, Lima                          |                                                 |
|  |         | Maschio 7′, 73′ Angelillo 48′ Sanfilippo 83′ | (1 – 0) |         | Publik: 40 000 Domare: Erwin Hieger (Österrike) | Publik: 40 000 Domare: Erwin Hieger (Österrike) |
|  |         |                                              |         |         | Publik: 40 000 Domare: Erwin Hieger (Österrike) | Publik: 40 000 Domare: Erwin Hieger (Österrike) |
|  |         |                                              |         |         | Publik: 40 000 Domare: Erwin Hieger (Österrike) | Publik: 40 000 Domare: Erwin Hieger (Österrike) |

|  | 21 mars | Brasilien                                                            | 7 – 1   | Ecuador           | Estadio Nacional, Lima                        |                                               |
|  |         | Evaristo 22′, 89′ Pepe 25′ Zizinho 34′ (str.) Joel 43′, 68′ Didì 78′ | (4 – 0) | Larraz 80′ (str.) | Publik: 45 000 Domare: Ronald Lynch (England) | Publik: 45 000 Domare: Ronald Lynch (England) |
|  |         |                                                                      |         |                   | Publik: 45 000 Domare: Ronald Lynch (England) | Publik: 45 000 Domare: Ronald Lynch (England) |
|  |         |                                                                      |         |                   | Publik: 45 000 Domare: Ronald Lynch (England) | Publik: 45 000 Domare: Ronald Lynch (England) |

|  | 21 mars | Chile                         | 3 – 2   | Colombia                | Estadio Nacional, Lima                          |                                                 |
|  |         | Verdejo 35′, 70′ Espinoza 62′ | (1 – 0) | Arango 68′ Carrillo 83′ | Publik: 45 000 Domare: Edwin Hieger (Österrike) | Publik: 45 000 Domare: Edwin Hieger (Österrike) |
|  |         |                               |         |                         | Publik: 45 000 Domare: Edwin Hieger (Österrike) | Publik: 45 000 Domare: Edwin Hieger (Österrike) |
|  |         |                               |         |                         | Publik: 45 000 Domare: Edwin Hieger (Österrike) | Publik: 45 000 Domare: Edwin Hieger (Österrike) |

|  | 23 mars | Uruguay                                 | 5 – 3   | Peru                                | Estadio Nacional, Lima                         |                                                |
|  |         | Ambrois 22′, 48′, 60′, 75′ Carranza 26′ | (2 – 1) | Terry 3′ Seminario 81′ Mosquera 83′ | Publik: 55 000 Domare: Bertley Cross (England) | Publik: 55 000 Domare: Bertley Cross (England) |
|  |         |                                         |         |                                     | Publik: 55 000 Domare: Bertley Cross (England) | Publik: 55 000 Domare: Bertley Cross (England) |
|  |         |                                         |         |                                     | Publik: 55 000 Domare: Bertley Cross (England) | Publik: 55 000 Domare: Bertley Cross (England) |

|  | 24 mars | Chile                         | 2 – 2   | Ecuador                      | Estadio Nacional, Lima                          |                                                 |
|  |         | Ramírez Banda 18′, 26′ (str.) | (2 – 1) | Larraz 25′ (str.) Cantos 59′ | Publik: 45 000 Domare: Erwin Hieger (Österrike) | Publik: 45 000 Domare: Erwin Hieger (Österrike) |
|  |         |                               |         |                              | Publik: 45 000 Domare: Erwin Hieger (Österrike) | Publik: 45 000 Domare: Erwin Hieger (Österrike) |
|  |         |                               |         |                              | Publik: 45 000 Domare: Erwin Hieger (Österrike) | Publik: 45 000 Domare: Erwin Hieger (Österrike) |

|  | 24 mars | Brasilien                                                           | 9 – 0   | Colombia | Estadio Nacional, Lima                         |                                                |
|  |         | Pepe 27′ Evaristo 41′, 44′, 45′, 75′, 86′ Didì 50′, 60′ Zizinho 85′ | (4 – 0) |          | Publik: 45 000 Domare: Bertley Cross (England) | Publik: 45 000 Domare: Bertley Cross (England) |
|  |         |                                                                     |         |          | Publik: 45 000 Domare: Bertley Cross (England) | Publik: 45 000 Domare: Bertley Cross (England) |
|  |         |                                                                     |         |          | Publik: 45 000 Domare: Bertley Cross (England) | Publik: 45 000 Domare: Bertley Cross (England) |

|  | 27 mars | Peru                                        | 4 – 1   | Colombia          | Estadio Nacional, Lima                        |                                               |
|  |         | Alberto Terry 34′ Rivera 35′, 37′ Bassa 83′ | (3 – 0) | Arango 57′ (str.) | Publik: 55 000 Domare: Ronald Lynch (England) | Publik: 55 000 Domare: Ronald Lynch (England) |
|  |         |                                             |         |                   | Publik: 55 000 Domare: Ronald Lynch (England) | Publik: 55 000 Domare: Ronald Lynch (England) |
|  |         |                                             |         |                   | Publik: 55 000 Domare: Ronald Lynch (England) | Publik: 55 000 Domare: Ronald Lynch (England) |

|  | 28 mars | Argentina                                                         | 6 – 2   | Chile              | Estadio Nacional, Lima                         |                                                |
|  |         | Sívori 7′ Angelillo 21′, 70′ Maschio 53′, 74′ Corbatta 83′ (str.) | (2 – 2) | Fernández 14′, 28′ | Publik: 50 000 Domare: Robert Turner (England) | Publik: 50 000 Domare: Robert Turner (England) |
|  |         |                                                                   |         |                    | Publik: 50 000 Domare: Robert Turner (England) | Publik: 50 000 Domare: Robert Turner (England) |
|  |         |                                                                   |         |                    | Publik: 50 000 Domare: Robert Turner (England) | Publik: 50 000 Domare: Robert Turner (England) |

|  | 28 mars | Uruguay                      | 3 – 2   | Brasilien             | Estadio Nacional, Lima                          |                                                 |
|  |         | Campero 15′, 23′ Ambrois 17′ | (3 – 0) | Evaristo 68′ Didì 70′ | Publik: 50 000 Domare: Erwin Hieger (Österrike) | Publik: 50 000 Domare: Erwin Hieger (Österrike) |
|  |         |                              |         |                       | Publik: 50 000 Domare: Erwin Hieger (Österrike) | Publik: 50 000 Domare: Erwin Hieger (Österrike) |
|  |         |                              |         |                       | Publik: 50 000 Domare: Erwin Hieger (Österrike) | Publik: 50 000 Domare: Erwin Hieger (Österrike) |

|  | 31 mars | Brasilien       | 1 – 0   | Peru | Estadio Nacional, Lima                        |                                               |
|  |         | Didì 73′ (str.) | (0 – 0) |      | Publik: 55 000 Domare: Ronald Lynch (England) | Publik: 55 000 Domare: Ronald Lynch (England) |
|  |         |                 |         |      | Publik: 55 000 Domare: Ronald Lynch (England) | Publik: 55 000 Domare: Ronald Lynch (England) |
|  |         |                 |         |      | Publik: 55 000 Domare: Ronald Lynch (England) | Publik: 55 000 Domare: Ronald Lynch (England) |

|  | 1 april | Colombia                                         | 4 – 1   | Ecuador           | Estadio Nacional, Lima                       |                                              |
|  |         | Alvarez 19′ (str.) Gutiérrez 22′ Gamboa 30′, 58′ | (3 – 1) | Larraz 14′ (str.) | Publik: 40 000 Domare: Harry Davis (England) | Publik: 40 000 Domare: Harry Davis (England) |
|  |         |                                                  |         |                   | Publik: 40 000 Domare: Harry Davis (England) | Publik: 40 000 Domare: Harry Davis (England) |
|  |         |                                                  |         |                   | Publik: 40 000 Domare: Harry Davis (England) | Publik: 40 000 Domare: Harry Davis (England) |

|  | 1 april | Uruguay               | 2 – 0      | Chile | Estadio Nacional, Lima                          |                                                 |
|  |         | Campero 28′ Roque 40′ | (avbruten) |       | Publik: 40 000 Domare: Erwin Hieger (Österrike) | Publik: 40 000 Domare: Erwin Hieger (Österrike) |
|  |         |                       |            |       | Publik: 40 000 Domare: Erwin Hieger (Österrike) | Publik: 40 000 Domare: Erwin Hieger (Österrike) |
|  |         |                       |            |       | Publik: 40 000 Domare: Erwin Hieger (Österrike) | Publik: 40 000 Domare: Erwin Hieger (Österrike) |

Matchen avbröts i 43:e minuten då planen stormades
|  | 3 april | Argentina                          | 3 – 0   | Brasilien | Estadio Nacional, Lima                         |                                                |
|  |         | Angelillo 23′ Maschio 87′ Cruz 90′ | (1 – 0) |           | Publik: 55 000 Domare: Robert Turner (England) | Publik: 55 000 Domare: Robert Turner (England) |
|  |         |                                    |         |           | Publik: 55 000 Domare: Robert Turner (England) | Publik: 55 000 Domare: Robert Turner (England) |
|  |         |                                    |         |           | Publik: 55 000 Domare: Robert Turner (England) | Publik: 55 000 Domare: Robert Turner (England) |

|  | 6 april | Peru                   | 2 – 1   | Argentina  | Estadio Nacional, Lima                         |                                                |
|  |         | Mosquera 15′ Terry 81′ | (1 – 0) | Sívori 50′ | Publik: 60 000 Domare: Bertley Cross (England) | Publik: 60 000 Domare: Bertley Cross (England) |
|  |         |                        |         |            | Publik: 60 000 Domare: Bertley Cross (England) | Publik: 60 000 Domare: Bertley Cross (England) |
|  |         |                        |         |            | Publik: 60 000 Domare: Bertley Cross (England) | Publik: 60 000 Domare: Bertley Cross (England) |

## Målskyttar
9 mål
| - Humberto Maschio | - Javier Ambrois |  |

8 mål
| - Antonio Angelillo | - Didi | - Evaristo |  |

5 mål
- Alberto Terry

4 mål
- Jorge Larraz

3 mål
| - Omar Sívori - Pepe - José Fernández | - Jaime Ramírez Banda - Carlos Arango | - Delio Gamboa - Enrique Cantos | - Máximo Mosquera - Luis Campero |

2 mål
| - Oreste Corbatta - Osvaldo Cruz | - Joel - Zizinho | - Carlos Verdejo | - Manuel Rivera |

1 mål
| - José Sanfilippo - Sergio Espinosa - Alejandro Carrillo | - Humberto Álvarez - Jaime Gutiérrez - Alberto Valencia | - Juan Bassa - Juan Seminario - Carlos María Carranza | - José Walter Roque - José Sasía |